# Rue d'Avron
Pour les articles homonymes, voir Avron.
La rue d'Avron est une voie située dans le quartier de Charonne du 20e arrondissement de Paris en France.

## Situation et accès
La rue d'Avron est une voie publique qui débute au 44, boulevard de Charonne et se termine au 67, boulevard Davout, au niveau de la porte de Montreuil.
| Voies rencontrées côté sud | Voies rencontrées côté nord |
| -------------------------- | --------------------------- |
| rue Auger                  | rue Planchat                |
| rue des Ormeaux            | rue de Buzenval             |
| rue de Buzenval            | rue de la Réunion           |
| rue Tolain                 | rue des Pyrénées            |
| passage Beaufils           | rue des Maraîchers          |
| rue des Pyrénées           | rue Ferdinand-Gambon        |
| rue des Maraîchers         | rue des Rasselins           |

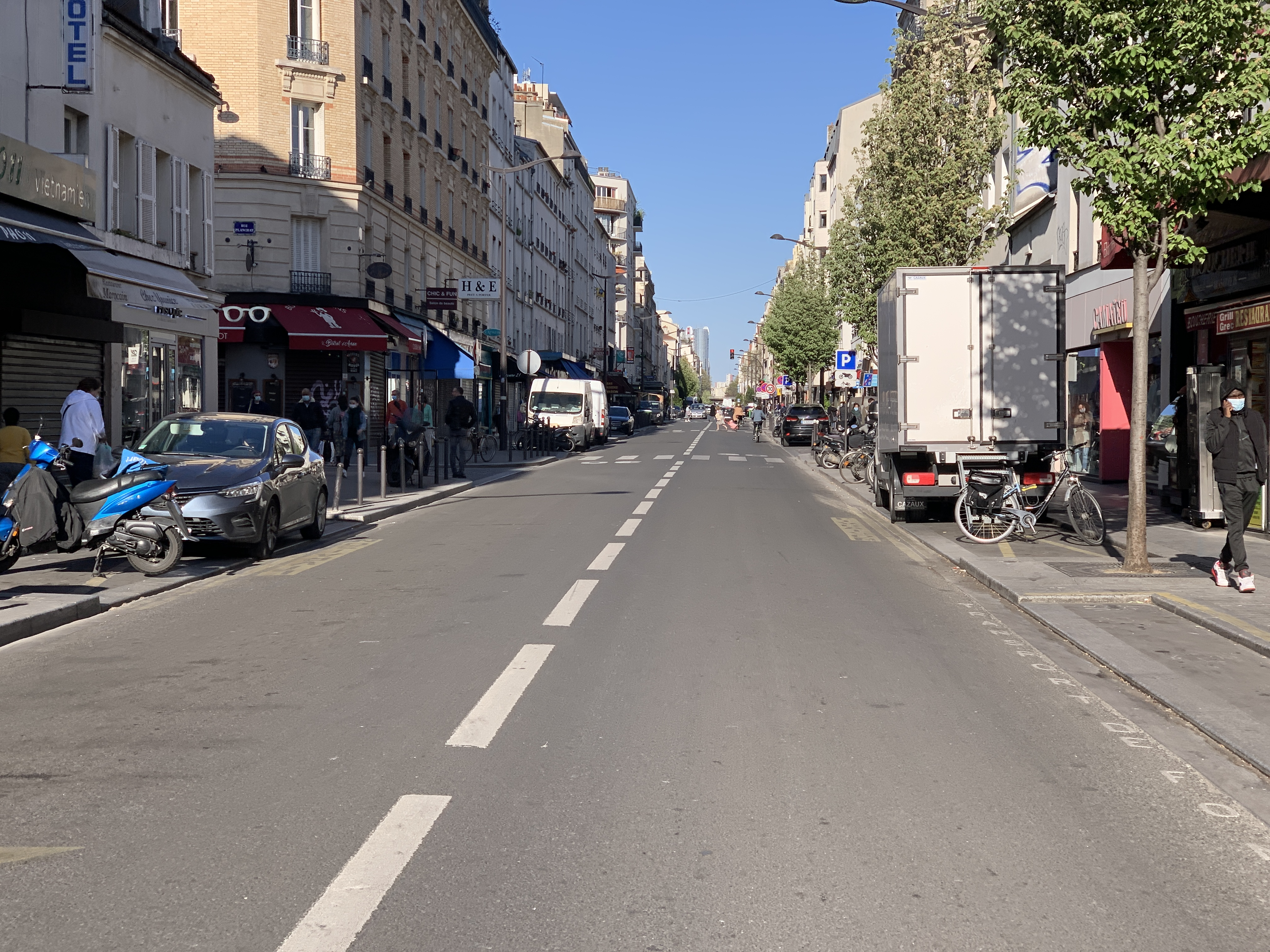
La rue vue du boulevard de Charonne.
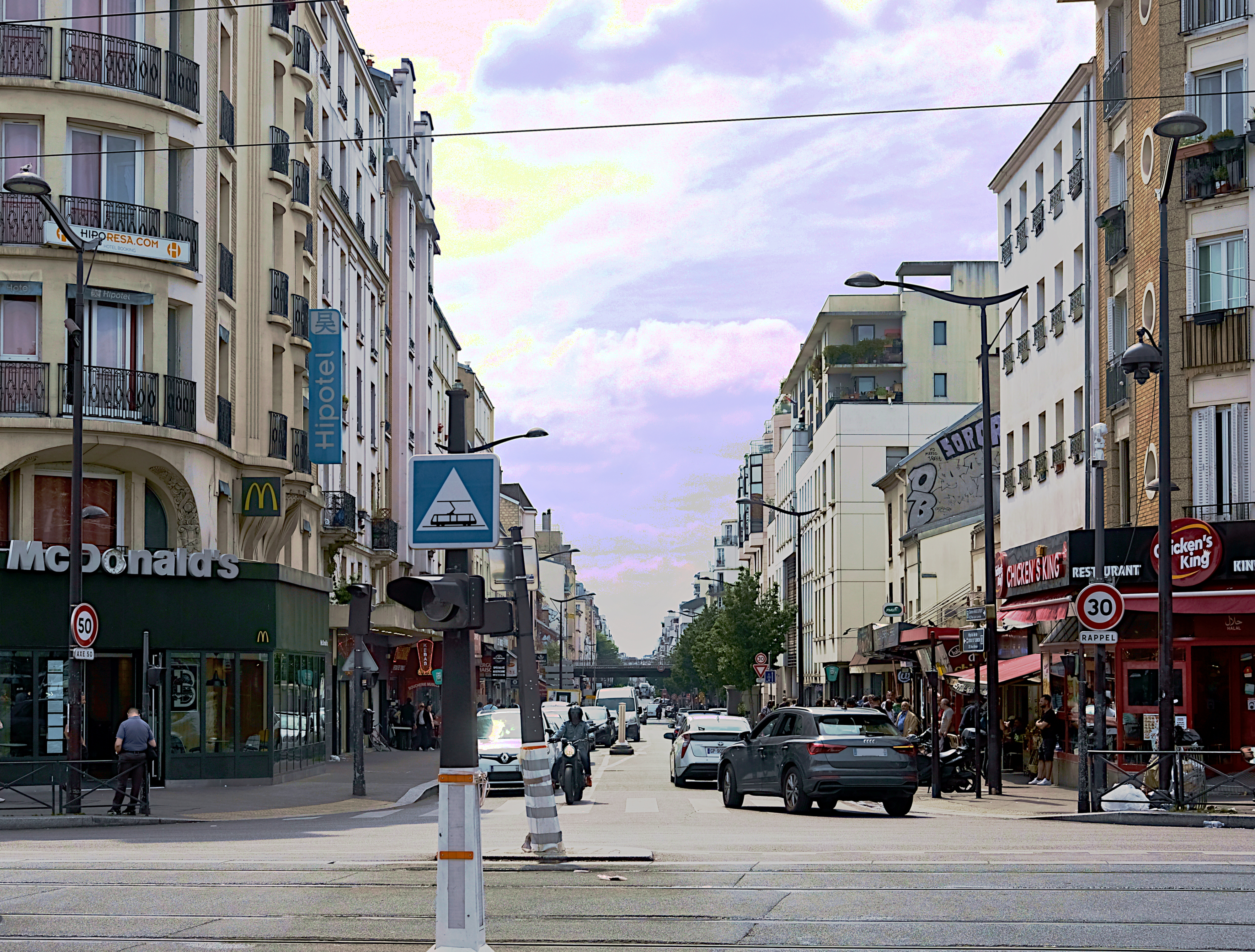
La rue vue de la porte de Montreuil.

La rue d'Avron est desservie par la ligne 2 à la station Avron et la ligne 9 aux stations Buzenval, Maraîchers et Porte de Montreuil.

## Origine du nom
Elle porte ce nom car elle mène vers le plateau d'Avron. Ce plateau de l'Est parisien, qui appartenait à l'ancienne commune de Rosny, eut une importance stratégique pour la défense de Paris en 1870-1871 lors du siège de Paris par les armées prussiennes.

## Historique
À l'origine, cette voie est une section du « chemin de Paris à Montreuil » située sur le territoire de l'ancienne commune de Charonne.
Par décret du 7 janvier 1813, elle fait alors partie de la route départementale no 41 qui relie Paris à Montreuil et Vincennes, avant de prendre ensuite le nom de « rue de Montreuil » et d'être rattachée à la voirie parisienne par le décret du 23 mai 1863 sous le nom de « Grande rue de Montreuil ».
Par un arrêté du 1er février 1877, la voie reçoit le nom de « rue d'Avron ».

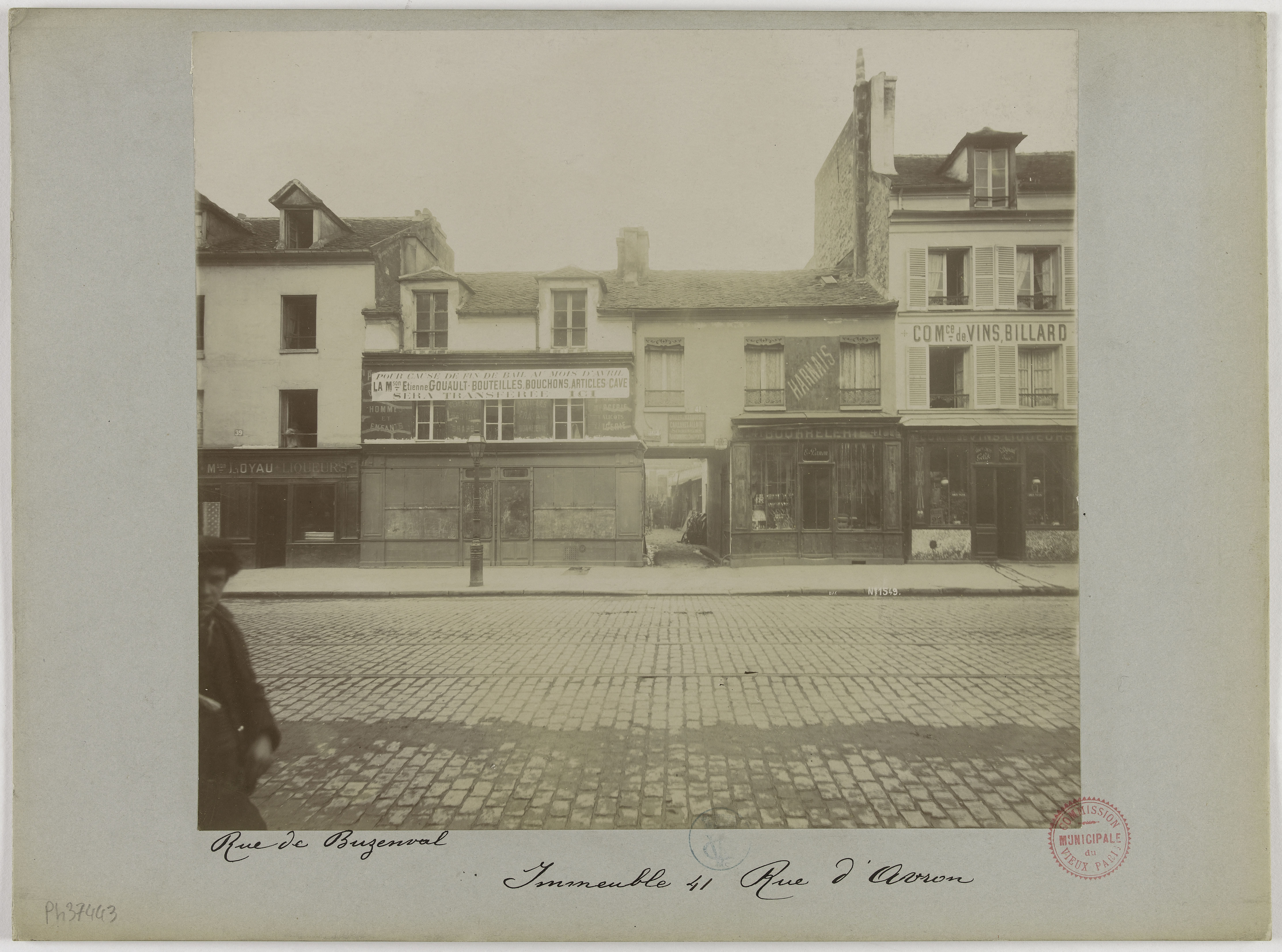
N°41 entre 1894 et 1920.
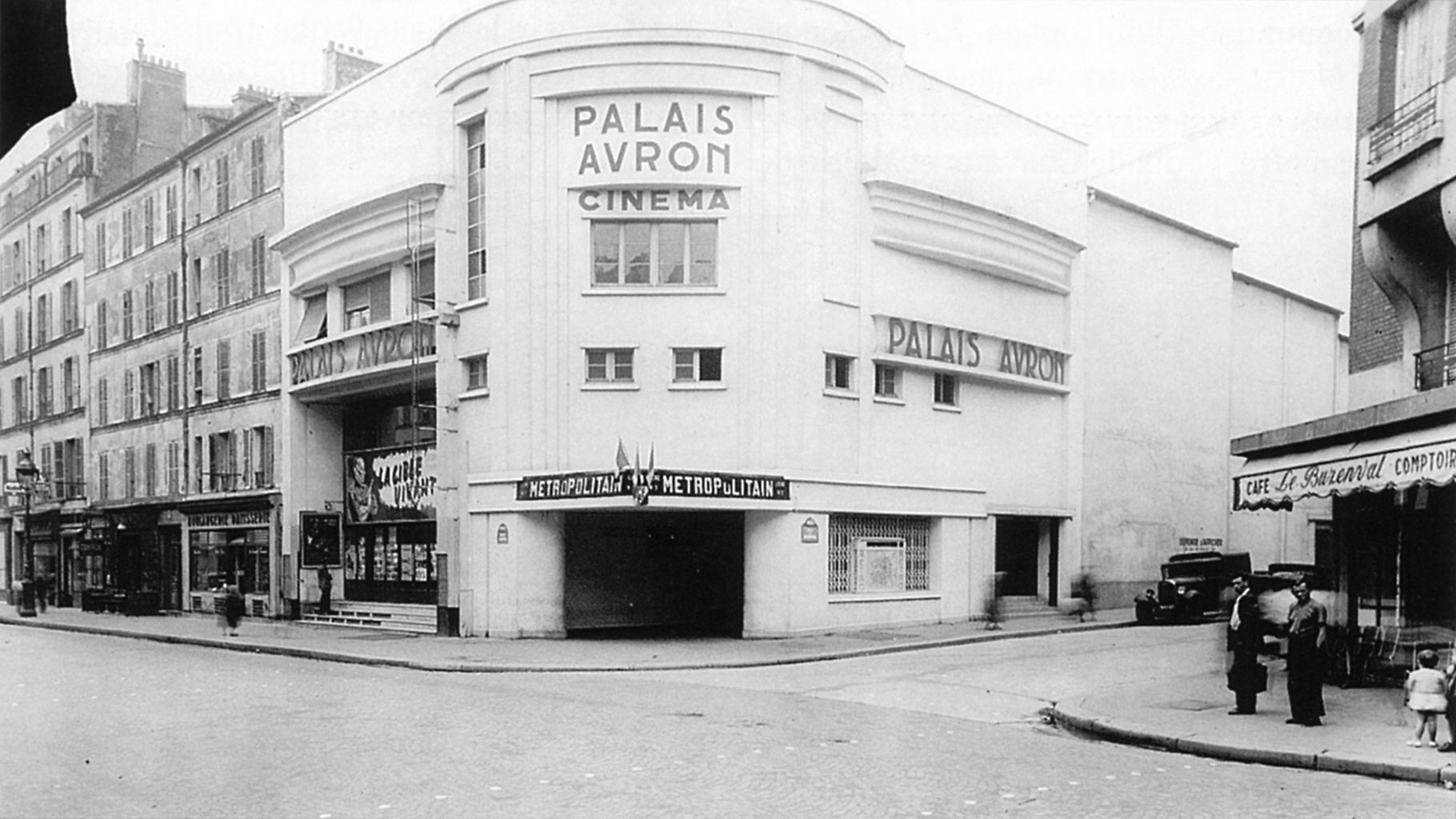
Le cinéma Palais d'Avron et l'entrée du métro à la station Buzenval vers 1930.
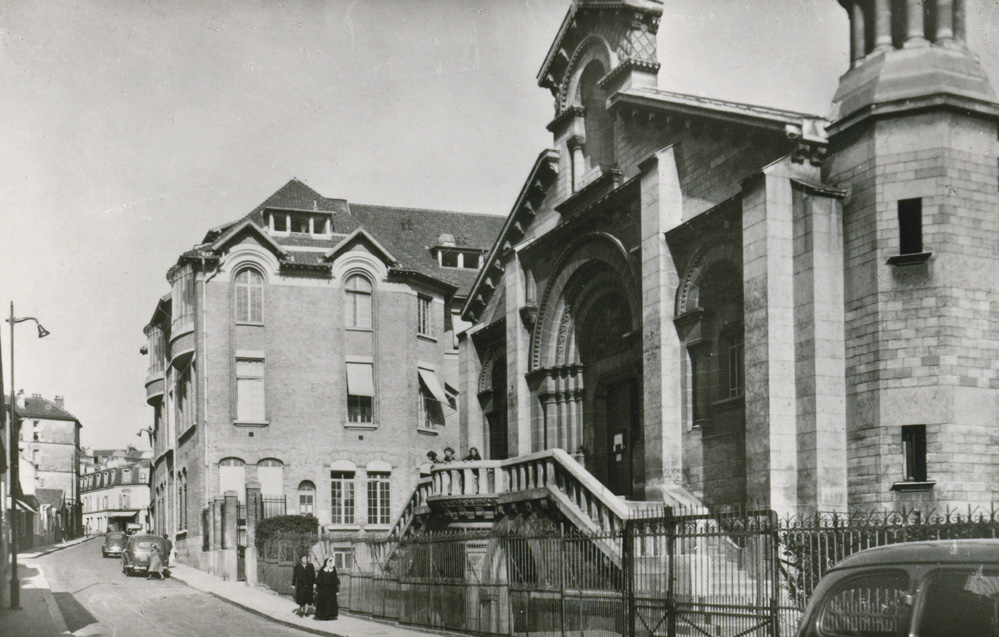
Vue de l'ancien bâtiment de l'hôpital de la Croix Saint-Simon, construit en 1920 et remplacé à partir de 2010 par un bâtiment moderne.

En 2011, elle fait l'objet d'une rénovation complète avec aménagement paysager. Trente et un pommiers sont plantés et huit jardinières sont mises en place où l'on trouve des hibiscus sur tige, des cornouillers blancs et de l'herbe de la pampa rose. Outre l'élargissement des trottoirs, la restructuration comprend l'installation de quatre abri-bus, la création de treize nouvelles zones de livraison et la pose de trente-neuf candélabres d'éclairage public.

## Bâtiments remarquables et lieux de mémoire
- No 7 : cinéma Avron Palace, entre 1928 et 1987[3].
- Nos 35-37, à l'angle de la rue de Buzenval : entre 1913 et 1977, Grand Cinéma Buzenval, puis Casino de Buzenval, reconstruit au milieu des années 1930 et renommé Palais d'Avron[4], reconverti en supermarché, façade Art déco détruite. Il abrite l'entrée de la station de métro Buzenval[5].
- No 40 : la quincaillerie Les Forges de l'Est existe depuis 1875. À l'origine, la quincaillerie se trouvait au numéro 19[6].
- Nos 41 : emplacement approximatif des moulins à vent Gobert, ou Agobert, ou Dagobert. Ils figurent sur les plans de Jouvin de Rochefort (1675) et de La Caille (1714)[7].
- Nos 61-63 : la direction commerciale France de Bull était installée à cette adresse dans les années 1960. À cette époque, 5 250 des 8 000 employés que comptait l'entreprise travaillaient à Paris, la majorité dans le 20e arrondissement. Bull était le principal employeur de l'arrondissement[8].
- No 81 : cinéma Family, ouvert en 1912. Rebaptisé Rio, il ferme en 1985[9],[10].
- No 107 : Natan Darty, plus tard fondateur du Groupe Darty et sa famille y habitent. Natan Darty survit à sa déportation à Auschwitz.
- No 117 : porte avec une locomotive comme décoration.
- No 120 : la ligne de Petite Ceinture sous laquelle elle passe.
- No 125 : hôpital de la Croix Saint-Simon (inclus depuis 2003 dans le Groupe hospitalier Diaconesses Croix Saint-Simon).

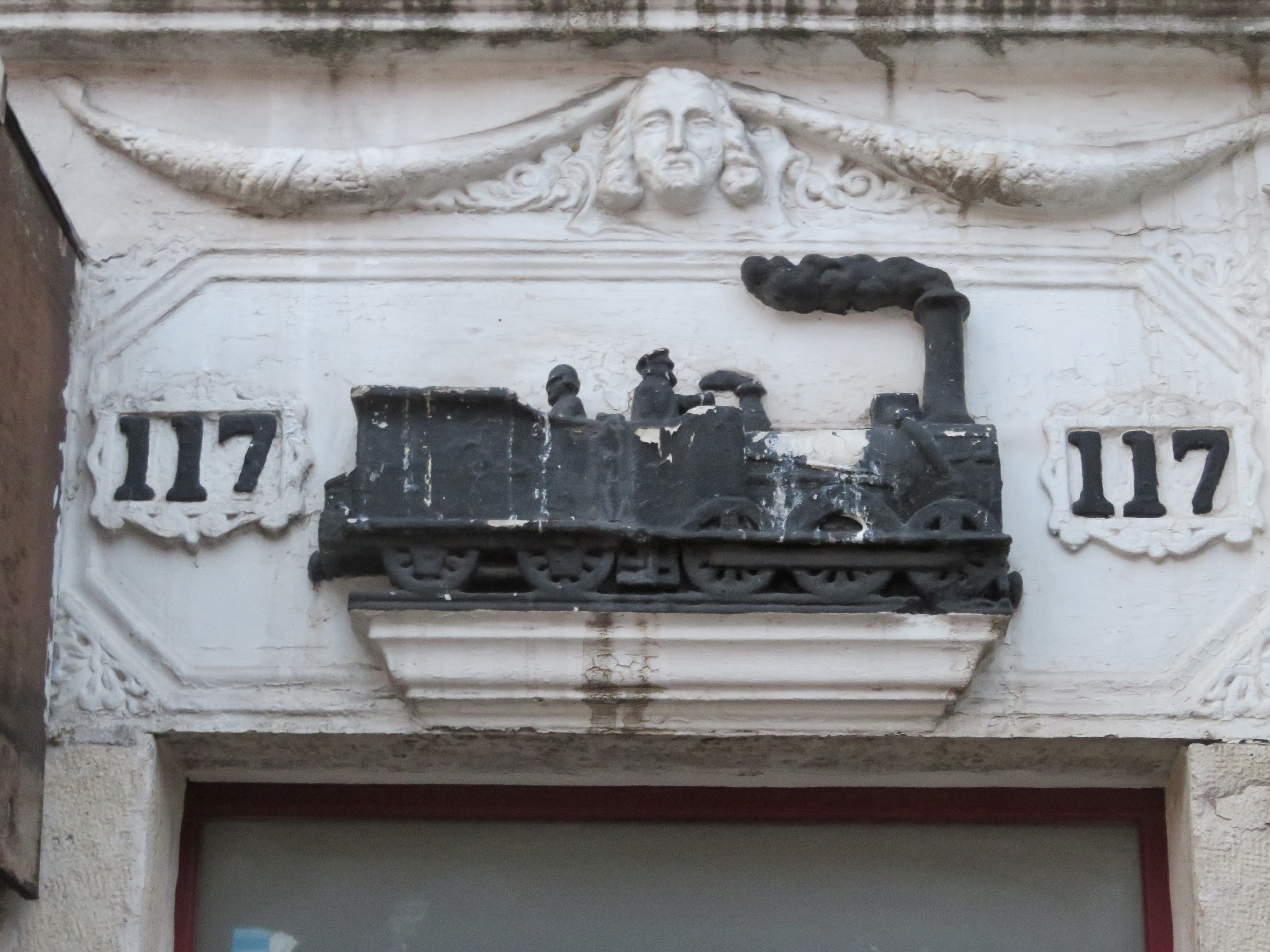
Porte de n°117.
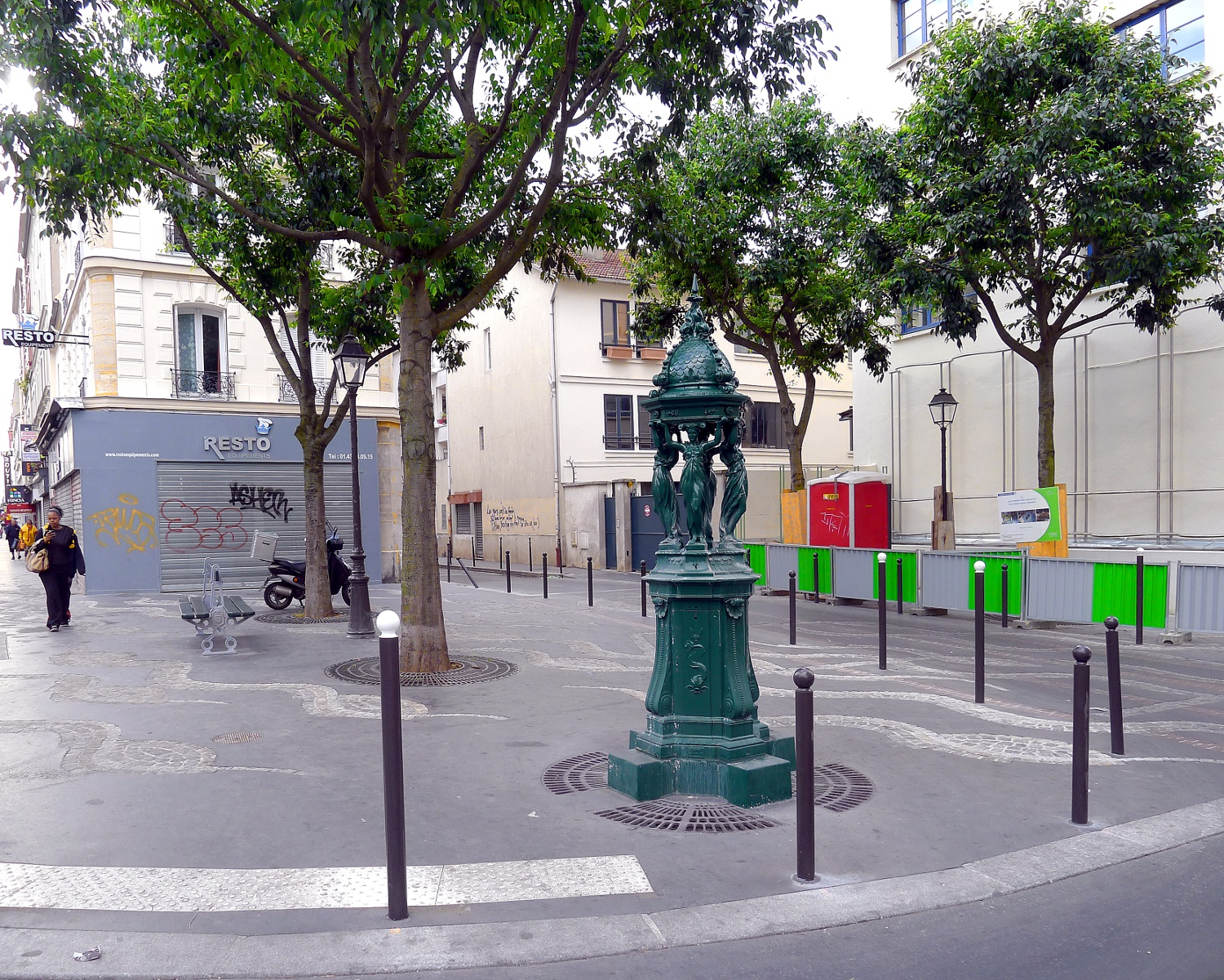
Fontaine Wallace sur la placette entre les rues d'Avron et du Volga.
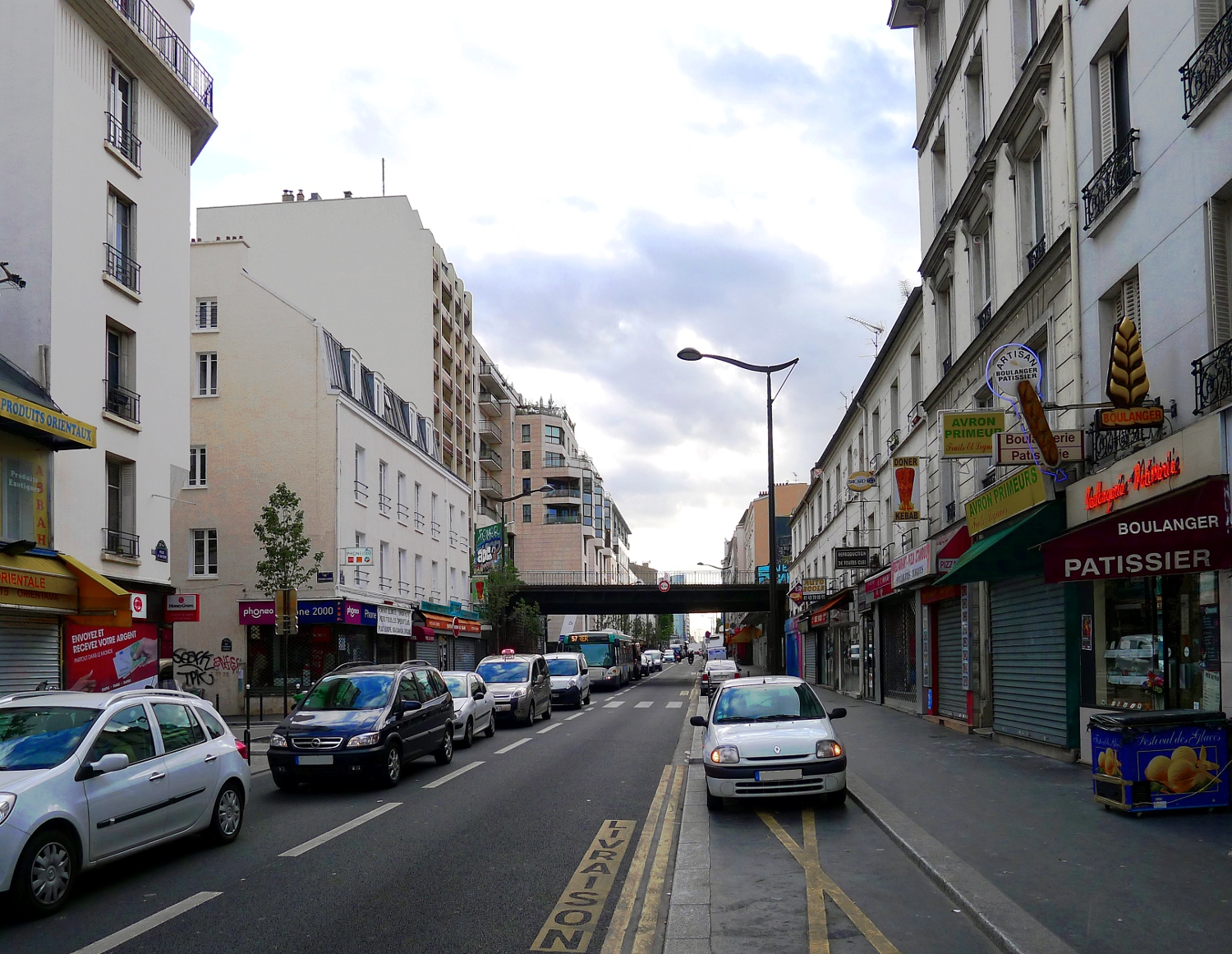
Le pont ferroviaire de la Petite Ceinture.